# Масис Хаджолян
Масис Хаджолян е български прокурор и университетски преподавател от арменски произход, доцент.

## Биография
Роден през 1932 година във Варна. Работи във Варненската окръжна прокуратура. Преподавател е по конституционно право във Варненския свободен университет „Черноризец Храбър“. Член е на църковното настоятелство на Арменската апостолическа църква във Варна, заместник-председател на организация „Ереван“, председател на варненската арменска общност, член на управителния съвет и заместник-председател на Съюза на учените в града.

Поет и писател, автор на шест книги. Член на Сдружение на писателите – Варна.

Удостоен е със златен почетен знак на община Варна. През 2015 г. е награден от главния прокурор Сотир Цацаров „за изключителни заслуги в областта на науката и прокурорската дейност в България“.